# Лештане
Ле́штане (серб. Лештане / Leštane; алб. Leshtan) — село в южной Метохии. Согласно административно-территориальному делению автономного края Косово и Метохия (в составе Сербии) село относится к общине Гора Призренского округа; согласно административно-территориальному делению частично признанной Республики Косово село относится к общине Драгаш Призренского округа.

## Общие сведения
Численность населения по данным на 2011 год — 783 человека (из них мужчин — 386, женщин — 397).
Село Лештане расположено в исторической области Гора, жители села — представители исламизированной южнославянской этнической группы горанцев (в переписи 2011 года 541 человек указал своей национальностью горанскую, 180 человек — боснийскую, 1 человек отнёс себя к цыганам-египтянам, 47 человек указали другую национальную принадлежность). В качестве родного языка во время переписи жители села указали боснийский (180 человек) и сербский (126 человек), другой язык (помимо сербского, боснийского, албанского, турецкого и цыганского) указали 476 человек; согласно переписи почти все жители Лештане (779 человек) — граждане Косова, 4 человека — граждане Сербии. По вероисповеданию все жители села — мусульмане.
Динамика численности населения в Лештане с 1948 по 2011 годы:
| Численность населения | Численность населения | Численность населения | Численность населения | Численность населения | Численность населения | Численность населения |
| 1948                  | 1953                  | 1961                  | 1971                  | 1981                  | 1991                  | 2011                  |
| --------------------- | --------------------- | --------------------- | --------------------- | --------------------- | --------------------- | --------------------- |
| 537                   | 493                   | 513                   | 658                   | 758                   | 679                   | 783                   |

Лештане расположено приблизительно в 1 километре к юго-западу от села Радеша, в 2 километрах к юго-востоку от села Любовиште и в 2 километрах к востоку от села Кукуляне.

## История
В 1916 году во время экспедиции в Македонию и Поморавье село посетил болгарский языковед Стефан Младенов, по его подсчётам в селе Лештане в то время было около болгароязычных 75 домов.